# Juvigné
Juvigné é uma comuna francesa na região administrativa da Pays de la Loire, no departamento de Mayenne. Estende-se por uma área de 62,16 km². Em 2010 a comuna tinha 1 477 habitantes (densidade: 23,8 hab./km²).